# Huang Haiyang
Huang Haiyang (n. 1 noiembrie 1985, Xuzhou, Republica Populară Chineză) este o scrimeră chineză, medaliată olimpică. A participat la o ediție a Jocurilor Olimpice (2008) în care a câștigat o medalie de argint.